# Damien Top
Damien Top (Rouen, 13 juli 1963) is een Frans tenor, dirigent, musicoloog en componist. Top is een van de bekendste exponenten van de hedendaagse Franse klassieke muziek. 
Na zijn studie aan het conservatorium in Rijsel en het Conservatoir National Supérieur de Musique in Parijs, studeerde Top onder Galina Visjnevskaja en Jean-Christophe Benoit. Hij trad op als tenor en acteur in opera's, operettes en in sacrale werken. In 1993 werd Top bijvoorbeeld door de Opera de Pris-Bastille geëngageerd voor een nieuwe productie van Hector Berlioz' Benvenuto Cellini onder leiding van Myung Whun Chung. In 2000 speelde hij een hoofdrol in de première van Peter Tahourdins Heloise en Abelard en in 2002 zong en dirigeerde hij Sauguets cantate L'oiseau a vu tout celà bij de Académie Française. 
Meerdere beroemde hedendaagse componisten componeerden werken speciaal voor Top, waaronder Jacques Chailley, Maryse Collache, Alain Feron, Dianne Goolkasian Rahbee, Wally Karveno, Edwin Carr, Harry Cox, Jean-Christophe Rosaz, Peter Tahourdin, Robert Trumble en Felix Werder. Top heeft ook diverse solo-recitals gegeven, zowel in Frankrijk als in diverse andere landen. 
Terwijl Top onder Sergiu Celibidache studeerde was hij onder andere dirigent van het Orchestre du Festival Roussel, het Joseph Jongen Ensemble, Czech Chamber Soloists, en het Prague Philharmonic Chamber Orchestra. In zijn programma's legt Top vooral nadruk op contemporaine muziek, en heeft daarin ook aantallen composities opgenomen van buitengewoon getalenteerde maar genegeerde componisten, hun composities geïntroduceerd of opnieuw vertolkt, waaronder werken van Roussel, d'Indy, Delvincourt, Jersild, Eklund, Enesco, Guillon, Martinet, Sandagerdi, Martinu, Macha, Ratovondrahety, Thiriet, Tahourdin, A. Weber.
Als zoon van de dichteres Andrée Brunin, die haar liefde voor de dichtkunst al vroeg bij haar zoon stimuleerde, geeft Top ook recitals die specifiek gericht zijn op het vertolken van gedichtliederen.
In 2000 publiceerde de Franse uitgeverij Seguier Tops biografie van Albert Roussel welke nu als hét standaardwerk beschouwd wordt betreffende Roussel. Top voltooide bovendien twee volledige studies waarin hij Sergei Rachmaninov en René de Castera behandelt, en waarvoor hij de Prix du Salon du Livre d'Hossegor ontving. Hij wordt regelmatig uitgenodigd als expert te spreken in radio-uitzendingen en op televisie. Ook geeft hij lezingen over Franse muziek op internationale conferenties, en masterclasses in de Kunst van het Franse Lied.
Elke maand schrijft Top een column over muziek in Politique Magazine. Hij is wetenschappelijk adviseur aan de Istituto Musica Judaica van Barletta (Italië). In 2002 ontving hij de prestigieuze 'Prix Charles Oulmont - Fondation de France' voor zijn buitengewone bijdragen aan de Franse cultuur.

## Discografie
- Jules Massenet: Poème d'avril, Poème du Souvenir, Poème d'hiver, Expressions Lyriques BNL 1992
- Von Appel: Il triompho della musica, Naxos 2001
- Edmond de Coussemaker: Romances et chansons, RCP 2003
- Émile Goué: mélodies, SyPr 2006
- Albert Roussel: songs Azur 2010
- Claude Guillon-Verne: mélodies, Azur 2010
- Émile Goué: mélodies avec quatuor, Azur 2010

- Bibliothèque nationale de France: cb136159564 (data)
- Gemeinsame Normdatei: 1043797394
- International Standard Name Identifier: 0000 0000 4973 5092
- Library of Congress Control Number: nr97010467
- Nationale Bibliotheek van Israël: 987007332285005171
- Nederlandse Thesaurus van Auteursnamen: 227126556
- Réseau des bibliothèques de Suisse occidentale: 02-A006380765
- Système universitaire de documentation: 056568967
- Virtual International Authority File: 61721599
- WorldCat: E39PBJrm6dg8HgdvP6R8T3GT73